# جی‌سی‌پنی

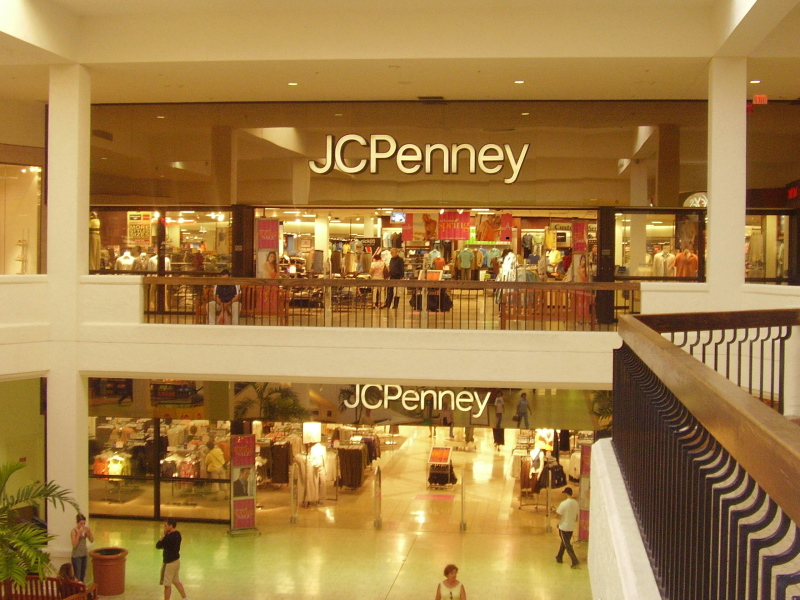

جی‌سی‌پنی (به انگلیسی: J. C. Penney) تأسیس ۱۹۰۲، از شرکت‌های بزرگ فروش پوشاک آمریکا می‌باشد.
مرکز این شرکت در نزدیکی شهر دالاس در تگزاس است.